# Cubillas de Rueda
Cubillas de Rueda ist ein Ort und eine nordspanische Gemeinde mit 385 Einwohnern (Stand: 2024) in der Provinz León und der Region Kastilien-León. Neben dem Hauptort Cubillas de Rueda besteht die Gemeinde aus den Ortschaften Herreros de Rueda, Llamas de Rueda, Palacios de Rueda, Quintanilla de Rueda, Sahechores de Rueda, San Cipriano de Rueda, Vega de Monasterio und Villapadierna.

## Lage und Klima
Cubillas de Rueda liegt etwa 33 Kilometer ostnordöstlich von León im Nordwesten der Iberischen Meseta in einer Höhe von ca. 890 m. Der Esla begrenzt die Gemeinde im Westen und Nordwesten.
Das Klima im Winter ist rau, im Sommer dagegen trocken und warm; der Regen (745 mm/Jahr) fällt überwiegend im Winterhalbjahr.

## Bevölkerungsentwicklung
| Jahr      | 1970 | 1981 | 1991 | 2001 | 2011 | 2021 |
| Einwohner | 1387 | 1004 | 765  | 616  | 500  | 388  |

Aufgrund der durch die Mechanisierung der Landwirtschaft und der Aufgabe von bäuerlichen Kleinbetrieben ausgelösten Landflucht hat die Bevölkerung des Dorfes seit der Mitte des 19. Jahrhunderts kontinuierlich abgenommen.

## Sehenswürdigkeiten

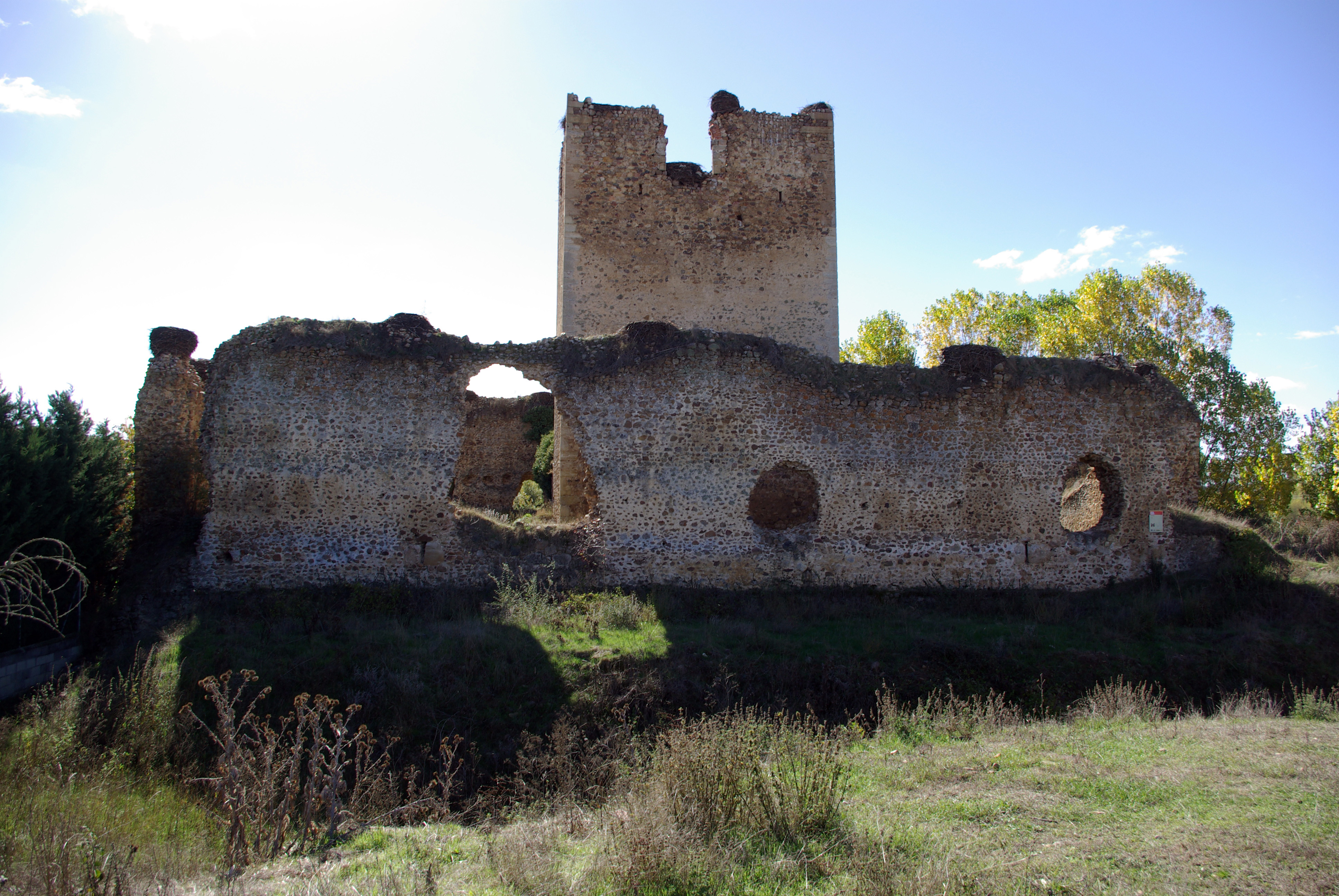
Burganlage von Villapadierna
- Kirche

- Burganlage von Villapadierna